# Pilot 214 SE

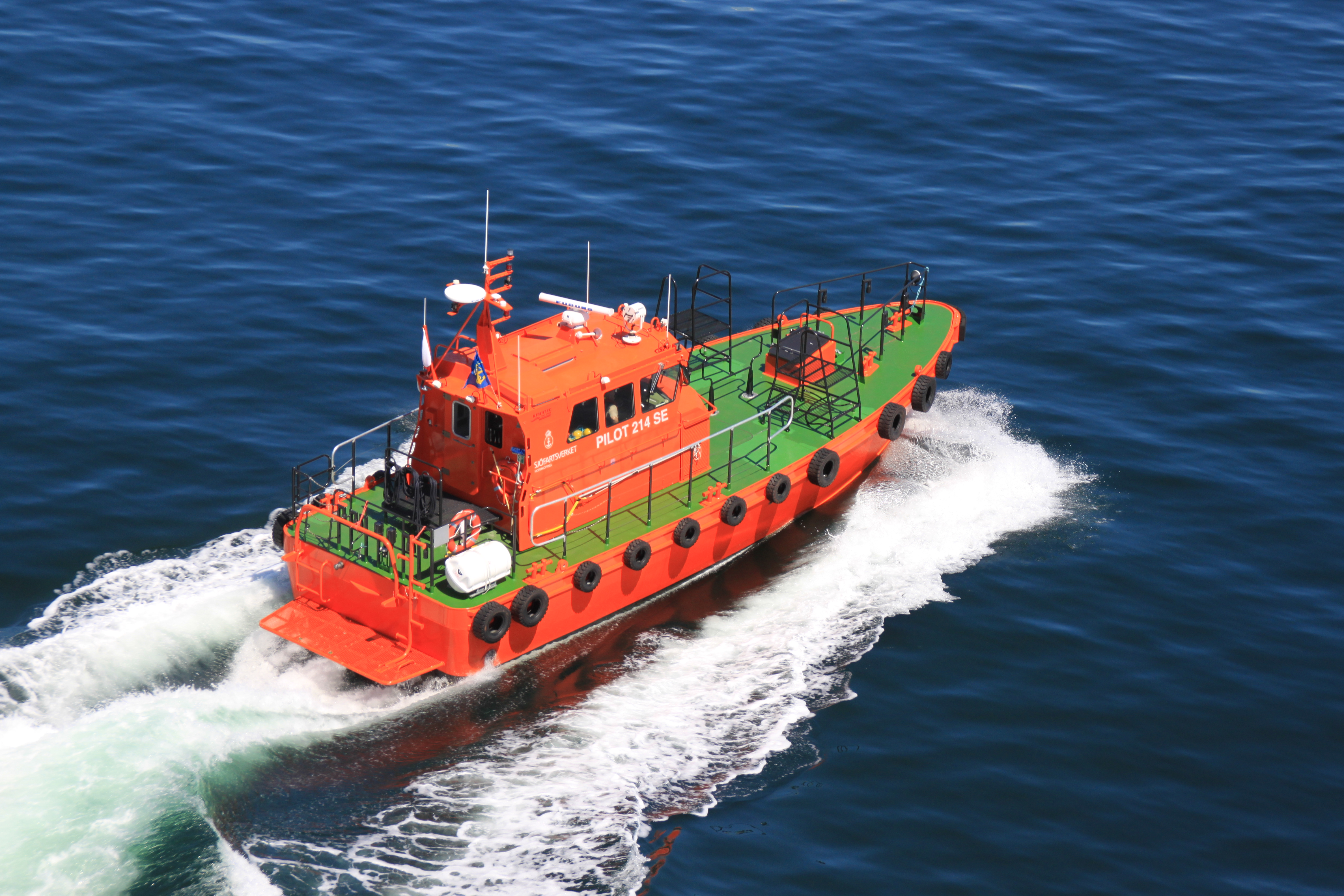
Pilot 214 i Öresund

Pilot 214 SE är en svensk lotsbåt som byggdes 2013 av Oy Kewatec Aluboat Ab, Karleby i Finland, till Sjöfartsverket i Norrköping. Pilot 214 SE stationerades vid Helsingborgs lotsplats.